# Љујића магацин
Љујића магацин је подигнут 1914. године од стране браће Љујић.

## Архитектура
Објекат има приземље и два спрата над подрумом. Фасада је омалтерисана. Угаони део има полукружни портал. Завршни део парапета је обрађен опеком. Код приземних прозора, допрозорник је ношен са две украсне конзоле. Објекат је издељен са три кордонска венца. На угаоном делу крова троделна атика завршена је лименим шиљцима. Бочна атика-тимпанон украшена је плитком пластиком која садржи годину изградње.